# Пирана 3DD
Пирана 3DD (енгл. Piranha 3DD) амерички је природни хорор филм са елементима комедије из 2012. године, режисера Џона Гулагера, са Данијелом Панабејкер, Метом Бушом, Дејвидом Кохнером, Крисом Зилком, Катрином Боуден, Гаријем Бјусијем, Вингом Рејмсом, Кристофером Лојдом, Клуом Гулагером и Дејвидом Хаселхофом у главним улогама. Представља наставак филма Пирана 3D (2010) и пето остварење у истоименом филмском серијалу.
Од глумачке поставе из претходног дела вратили су се Винг Рејмс и Кристофер Лојд, док Дејвид Хаселхоф тумачи самог себе, као омаж улози коју тумачи у франшизи Чувари плаже. Филм је премијерно приказан 11. маја 2012. у Уједињеном Краљевству. Остварио је комерцијални неуспех и добио негативне оцене критичара.
Био је номинован за сатиричну награду Златна малина у категорији најгорег хорор римејка или наставка, а Хаслхоф је био номинован за најгорег споредног глумца.

## Радња
Годину дана након догађаја из претходног дела и масакра који су у језеру Викторија, Аризона, изазвале пиране, оне проналазе пут до новоотвореног аквапарка.

## Улоге
| Глумац              | Улога                |
| ------------------- | -------------------- |
| Данијела Панабејкер | Меди                 |
| Мет Буш             | Бери                 |
| Дејвид Кохнер       | Чет                  |
| Крис Зилка          | Кајл                 |
| Катрина Боуден      | Шелби                |
| Гари Бјуси          | Клејтон              |
| Винг Рејмс          | заменик шерифа Фалон |
| Кристофер Лојд      | Карл Гудман          |
| Дејвид Хаселхоф     | самог себе           |
| Адријан Мартинез    | Велики Дејв          |
| Пол Шер             | Ендру Канингем       |
| Клу Гулагер         | Мо                   |
| Жан-Лик Билодо      | Џош                  |
| Ирина Воронина      | Кики                 |